# Erreà
Erreà is een Italiaanse fabrikant van sportkleding en sportartikelen. Het bedrijf is in 1988 gesticht door Angelo Gandolfi, die tot op heden nog steeds de leiding heeft. Alle afdelingen van de firma zijn sinds de oprichting gevestigd in San Polo di Torrile, een plaats in de gemeente Torrile in de provincie Parma.
Erreà promoot haar producten bij tal van sporten, waaronder voetbal, volleybal, rugby, handbal en honkbal. Het bedrijf sponsort anno 2025 een aantal voetbalclubs, waaronder:

## Nationale elftallen
- Andorra
- Burundi
- Cyprus
- Dominica
- Faeröer
- Kazachstan
- Kosovo
- Liechtenstein
- Luxemburg
- San Marino
- Wit-Rusland

## Clubs
- ADO Den Haag
- KF Ballkani
- SSC Bari
- Beerschot
- AC Cesena
- AS Cittadella
- Dundee United FC
- Fola Esch
- KV Kortrijk
- FC Lugano
- FC Luzern
- KV Mechelen
- Middlesbrough FC
- Millwall FC
- Parma FC
- Queens Park Rangers FC
- Sheffield United FC
- FC Südtirol
- Floriana FC